# Incidentul de la Socola (1918)
Incidentul de la Socola (9/22 decembrie 1917) a reprezentat o acțiune militară inițiată și derulată cu mijloace specifice de către Armata României, de neutralizare și dezarmare a garnizoanei rusești bolșevizate de la Socola, Iași, în vederea eliminării pericolului de bolșevizare a României, de  și de oprire a jafurilor și crimelor comise de trupele rusești care dezertau de pe Frontul român.
Pe măsură ce Revoluția Rusă se instaura, impactul ei s-a simțit tot mai mult în România. Relațiile dintre România și Rusia erau guvernate de Protocolul semnat între cele două țări, care stabilea sprijinul reciproc în perioada războiului. Totuși, chiar și înainte ca bolșevicii să preia puterea în Rusia, românii erau convinși că rușii nu-și îndeplinesc partea lor de obligații. Un raport britanic privitor la această situație sublinia eșecul rușilor în a menține aprovizionarea României, ceea ce a adus țara în pragul foametei. În timp ce armata română și populația în ansamblu „au menținut o disciplină excelentă”, se arată în raport, rușii „provocau tot felul de probleme”. În ajunul preluării puterii în octombrie, soldații ruși se demobilizau și "astfel au dezorganizat căile ferate, au consumat rațiile de rezervă și, în cele din urmă, pe când se retrăgeau, în drumul lor au prădat și jefuit, ca să nu mai vorbim despre distrugerea satelor prin care au trecut în drumul lor spre est". Când Guvernul României a luat măsuri pentru a-și apăra „poporul de tâlharii ruși”, au solicitat sprijin de la comandantul forțelor ruse din România, Șcerbaciov. Acest lucru, inevitabil, a dus la fricțiuni „între oficialii români și rușii cu înclinații bolșevice și în mai multe rânduri au avut loc lupte”.

La Socola, lângă Iași, era cartierul general al trupelor ruse conduse de generalul Șcerbaciov. Acesta pierduse controlul asupra majorității unităților rusești, iar la cererea sa de sprijin adresată guvernului român, Brătianu îi răspunde: „Nu pot mobiliza nici un soldat român pentru a vă apăra contra propriilor dvs trupe fără a mă vedea amestecat în luptele din Rusia și fără a provoca un conflict cu noii conducători”. Dar în scurt timp România va trebui să se amestece, pentru a-și salva ființa de stat. Toată localitatea Socola fusese transformată într-o puternică tabără militară rusească, cu o mulțime de arme și tunuri. Ofițerii și comandanții trăiau cu spaima de a fi linșați de soldații bolșevizați. Pericolul era extrem, din moment ce Socola se afla lângă Iași, la câțiva kilometri de reședința regelui și a guvernului condus de I. C. Brătianu. 
„Armatele ruse au devenit bande fără conducători, otrăvite violent de anarhie, incapabile de a ține frontul și incapabile de a organiza demobilizarea pentru retragere, care fără aprovizionare constituie ea însăși o operă devastatoare.”— I. C. Brătianu, Președintele Consiliului de Miniștri
După ce Guvernul României a semnat armistițiul cu Puterile Centrale, Armata a 4-a Rusă cu sediul la Iași a devenit bolșevică și a cerut la 15 decembrie ca toate trupele ruse din România să se supună autorității Sovietelor, alegând un nou comitet de front. Șcerbaciov a răspuns prin arestarea agitatorilor, folosind unitățile ucrainene puse la dispoziție de Rada Centrală. Câteva zile mai târziu, soldații revoluționari au încercat, fără succes, să-l aresteze pe Șcerbaciov.
În noaptea de 21 spre 22 decembrie se ține un consiliu de guvern care decide atacarea taberei de la Socola care devenise un focar bolșevic ce amenința România cu distrugerea, iar asta înainte ca restul trupelor bolșevice să ajungă acolo. Bolșevicii instalaseră deja tunurile pe dealul Aroneanu țintind capitala României neocupate, dar românii, prevăzători, aduseseră trupe suplimentare în Iași. În zorii zilei de 22 decembrie 1917 soldații români atacă tabăra la baionetă. După o luptă scurtă, bolșevicii sunt dezarmați, încărcați în trenuri și expediați sub pază dincolo de Prut.
A fost prima luptă serioasă între români și rușii bolșevizați, dar nu cea din urmă. Cele două trenuri cu bolșevicii plecați de la Odesa pentru a-i întări pe cei de la Socola și a contribui la bolșevizarea României sosesc în gara Socola. Spre marea lor uimire, sunt întâmpinate de trupe române cu mitralierele și tunurile îndreptate spre ei. Li se cere capitularea și aceștia, înspăimântați, acceptă. Sunt dezarmați și expediați peste Prut, pe urmele celorlalți.